# Passo del Grimsel
Il passo del Grimsel (in tedesco Grimselpass) è un valico alpino della Svizzera alto 2.165 m. s.l.m. Collega Innertkirchen nel Canton Berna a Oberwald nel Canton Vallese.

## Caratteristiche

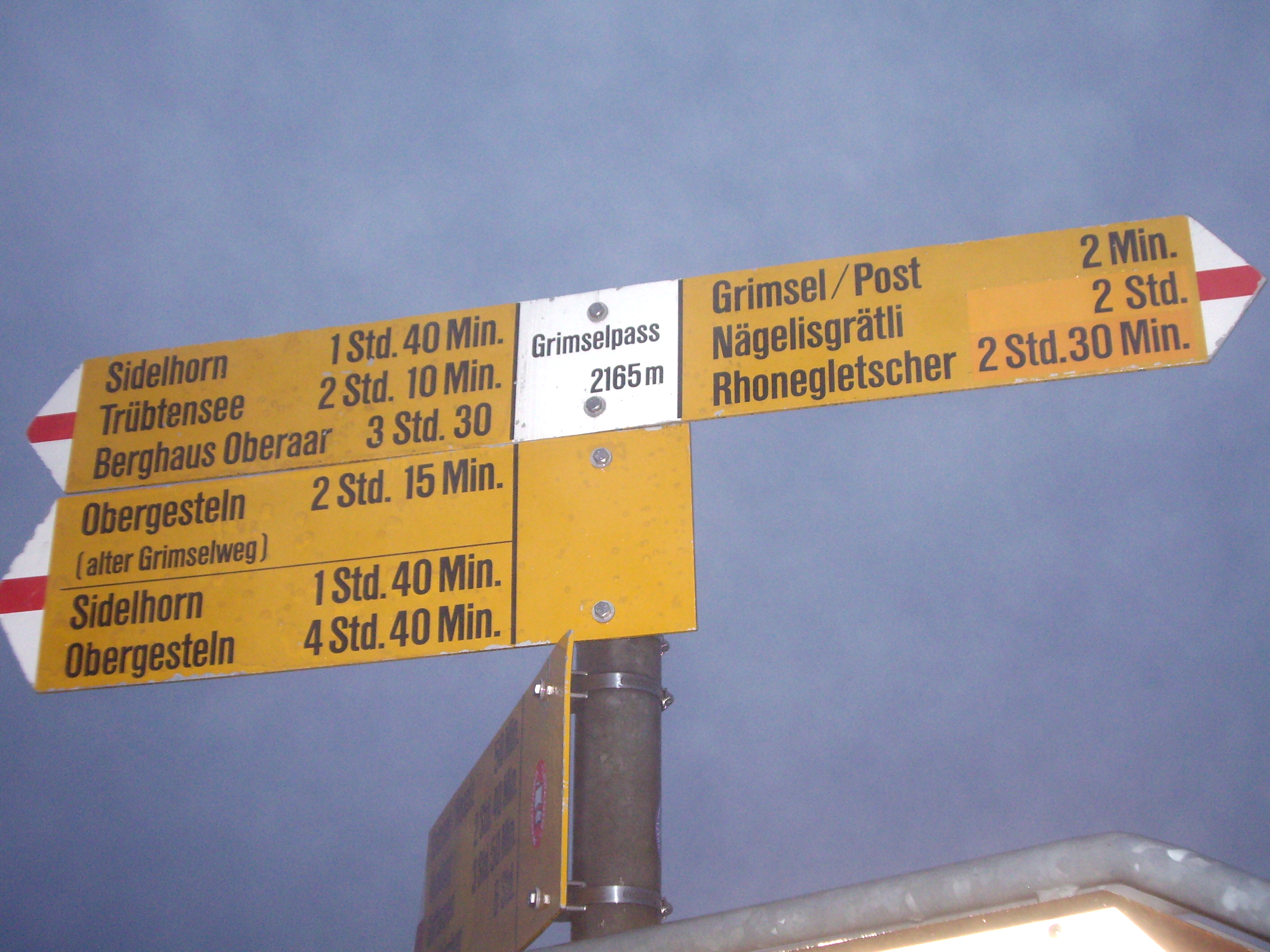
Il cartello posto sull'estremità del passo che ne indica l'altezza.

Il colle fa parte della separazione del bacino del Reno (alimentato dall'Aar) ed il bacino del Rodano. Dal punto di vista orografico separa nelle Alpi Bernesi le Alpi Urane (ad est) dalle Alpi Bernesi in senso stretto (ad ovest).
La salita al colle da sud inizia a Gletsch (nel comune di Obergoms) che è ugualmente il punto di inizio della salita al passo della Furka. La salita dal versante nord è più lunga e si snoda nella valle superiore dell'Aar nel comune di Guttannen.
Sopra il colle vi sono dei laghi artificiali creati da dighe.
- il lago di Räterichsboden, creato dalla diga di Räterichsboden
- il lago di Grimsel (1.909 m) deriva dal ghiacciaio dell'Unteraar, creato dalle dighe di Spitallamm e Seeuferegg.
- il lago Oberaar (2.303 m), creato dalla diga di Oberaar
- il Totensee, situato sul passo, creato dalla diga del Totensee

Un ospizio è stato costruito alla sommità del colle. Attualmente la zona è sede di diversi esperimenti sotterranei effettuati nel Grimsel Test Site Questo progetto scientifico cerca di studiare lo stoccaggio dei rifiuti radioattivi.
La strada, aperta nel 1894, dal versante Nord ha una lunghezza di 26 km ed una pendenza media del 5,9% (massima 11%) mentre dal versante Sud ha una lunghezza di 6 km ed una pendenza media del 6,8% (massima 9%).